# Amsacta confluens
Amsacta confluens är en fjärilsart som beskrevs av Rothschild 1914. Amsacta confluens ingår i släktet Amsacta och familjen björnspinnare. Inga underarter finns listade i Catalogue of Life.